# A Night at the Opera (Blind-Guardian-Album)
A Night at the Opera ist das siebte Studioalbum der deutschen Metal-Band Blind Guardian. Es erschien im März 2002 und avancierte zum europaweiten Charterfolg.

## Entstehung und Veröffentlichung
Die Erstveröffentlichung von A Night at the Opera erfolgte am 4. März 2002 bei Virgin Records. Das Album erschien in seiner Originalfassung als CD mit zehn Titeln (Katalognummer: 7243 8 11825 2 9). Am gleichen Tag erschien eine Ausführung mit dem Bonustitel Mies del dolor (Katalognummer: 724381182628). Im gleichen Jahr erschien die Standardausführung als LP (Katalognummer: 7243 8 11825 1 2).
Die Musik wurde von Olbrich und Kürsch geschrieben, an The Soulforged war außerdem Thomen Stauch beteiligt und Harvest of Sorrow wurde von Siepen, Kürsch und Stauch komponiert. Den Chor übernahmen die seit über 10 Jahren für Blind Guardian aktiven Rolf Köhler, Thomas Hackmann, Olaf Senkbeil und Billy King, die ihren Hintergrundgesang in den Hammer Music Studios aufnahmen. Als Bassist beteiligte sich Oliver Holzwarth an dem Album, der bereits auf dem Vorgängeralbum Nightfall in Middle-Earth zu hören ist. Auch Matthias Wiesner beteiligte sich wieder als Keyboarder. Das Titelbild zeichnete diesmal Paul Raymond Gregory.
Der Albumtitel ist eine Anspielung auf Queens gleichnamiges Album A Night at the Opera aus dem Jahr 1975. Queens Musik übte laut Marcus Siepen einen großen Einfluss auf die Band aus.

## Inhalt
Die Liedtexte drehen sich auf dem Album nicht mehr so intensiv um Tolkiens Literatur. Nur Harvest of Sorrow greift diese Thematik auf. Vielmehr werden biblische Texte, wie in Precious Jerusalem und in Sadly Sings Destiny, und das griechische Epos Ilias in And Then There Was Silence und Under the Ice behandelt. Punishment Divine handelt vom Leben des Philosophen Friedrich Nietzsche und dessen Wahnsinn.

## Titelliste
1. Precious Jerusalem – 6:21
2. Battlefield – 5:37
3. Under the Ice – 5:44
4. Sadly Sings Destiny – 6:04
5. The Maiden and the Minstrel Knight – 5:30
6. Wait for an Answer – 6:30
7. The Soulforged – 5:18
8. Age of False Innocence – 6:05
9. Punishment Divine – 5:45
10. And Then There Was Silence – 14:05

Die CD wurde in sieben verschiedenen Versionen veröffentlicht, auf sechs davon ist ein Bonustitel zu finden:
- Für Argentinien: La Cosecha del Dolor
- Für Deutschland: Ohne Bonussong
- Für Großbritannien: Harvest of Sorrow (Originale Version der Single)
- Für Frankreich: Moisson de Peine
- Für Italien: Frutto del Buio
- Für Japan: Harvest of Sorrow (Akustische Version)
- Für Spanien: Mies del dolor

## Singleauskopplungen
Die Single And Then There Was Silence wurde bereits im November 2001 veröffentlicht und diente als Anheizer auf das Album. Als Bonustrack befindet sich mit Harvest of Sorrow eine weitere Auskopplung aus dem Album auf der Maxi-CD. Ein Video zu Born in a Mourning Hall befindet sich ebenfalls auf dem Tonträger. Eine Picture Disc wurde auch erstellt. Die Single kam auf Platz #41 der deutschen Charts.

## Rezeption
Das Coverartwork wurde von einigen Fans als Zumutung empfunden, da dies das erste Album seit Follow the Blind ist, bei dem Andreas Marschall nicht das Titelbild übernommen hat.

## Chartplatzierungen
A Night at the Opera erreichte Top-10-Platzierungen in Deutschland (Rang 5) und Schweden (Rang 10).
| ChartsChartplatzierungen | Höchstplatzierung | Wochen |
| ------------------------ | ----------------- | ------ |
| Deutschland (GfK)        | 5 (8 Wo.)         | 8      |
| Österreich (Ö3)          | 17 (3 Wo.)        | 3      |
| Schweiz (IFPI)           | 44 (4 Wo.)        | 4      |